# Санкт-Георген-им-Шварцвальд
Санкт-Георген-им-Шварцвальд (нем. St. Georgen im Schwarzwald, алем. нем. Sanderge) — город в Германии, в земле Баден-Вюртемберг.
Подчинён административному округу Фрайбург. Входит в состав района Шварцвальд-Бар. Население составляет 13 014 человек (на 31 декабря 2010 года). Занимает площадь 59,85 км². Официальный код — 08 3 26 052.
С 1972 года у Санкт-Георгена есть город-побратим во Франции: Сен-Рафаэль.